# Błagowieszczensk
Błagowieszczensk (ros. Благовещенск) – miasto w Rosji, w Baszkirii, ośrodek administracyjny rejonu błagowieszczenskiego. Prawa miejskie nadano w 1941 roku.

## Demografia
- 2005 – 33 269
- 2008 – 33 639
- 2020 – 34 771[1]